# Rostislav Fadejev
Rostislav Andrejevitj Fadejev (ryska: Ростислав Андреевич Фадеев), född 9 april (gamla stilen: 28 mars) 1824 i Jekaterinoslav, död 10 januari 1884 (gamla stilen: 29 december 1883) i Odessa, var en rysk krigsvetenskaplig författare.
Fadejev deltog i Krimkriget, förflyttades 1859 till Kaukasien under Aleksandr Barjatinskij och skrev en officiell historia om samtliga kaukasiska fälttåg: 60 Ijet kavkazskoj vojny. Missnöjd med krigsministern Miljukovs reformplaner, tog Fadejev avsked från krigstjänsten 1866. 
Mycket uppseendeväckande var Fadejevs i "Russkij Vjestnik" 1867 publicerade artiklar om "Rysslands stridskrafter", som bekämpade den
byråkratiska omdaningen av Rysslands härväsen. Även hans uppsatser om den orientaliska frågan blev mycket uppmärksammade. Han ivrade för en gemensam slavisk aktion under Rysslands ledning, särskilt riktad mot Österrike-Ungern. I sin politiska uppfattning stod han på ortodox-slavofil grund, men med starkt betonande av den ryska adelns historiska rättigheter. År 1875 for till Egypten för att ombilda Ismail Paschas trupper och begav sig 1876 till serbiska krigsskådeplatsen, men blev hemkallad av ryska regeringen. Fadejevs politiska och militära skrifter utkom 1890 i fyra band.